# Il mare/7+
Il mare/7+ è il terzo singolo del duo italiano Cochi & Renato, pubblicato nel 1968.

## Descrizione
Secondo singolo per la Bluebell Records, Il mare/7+, contiene le due tracce A me mi piace il mare e Bravo 7+.
La traccia A me mi piace il mare viene qui accreditata al solo Enzo Jannacci, anziché anche a Cochi Ponzoni e Renato Pozzetto, come avvenuto invece nel precedente singolo Ho soffrito per te e come avverrà in seguito nell'album Il poeta e il contadino e nelle numerose raccolte del gruppo e compilation in cui il brano verrà inserito.
La traccia Bravo 7+ contiene è una canzone ispirata allo sketch (presente in una versione dal vivo nell'album Una serata con Cochi & Renato) che vedeva Renato nei panni del maestro squattrinato e Cochi in quelli dell'alunno agiato, reso popolare dalla trasmissione televisiva presentata da un'esordiente Paolo Villaggio, Quelli della domenica dello stesso anno, tanto che la frase "bene, bravo, sette più" divenne un vero e proprio tormentone. Il brano non è stato pubblicato in nessun album del duo, ma compare solamente in una manciata di compilation di artisti vari.
Il disco è stato pubblicato nel 1968 dall'etichetta discografica Bluebell Records in una sola edizione, in formato 7", con numero di catalogo BB 3199.

## Tracce
1. A me mi piace il mare (Enzo Jannacci)
2. Bravo 7+ (Enzo Jannacci, Cochi Ponzoni, Renato Pozzetto)

## Crediti
- Cochi Ponzoni - voce, chitarra
- Renato Pozzetto - voce, chitarra

## Edizioni
- 1968 - Il mare/7+ (Bluebell Records, BB 3199, 7")